# Joseph Anton Koch

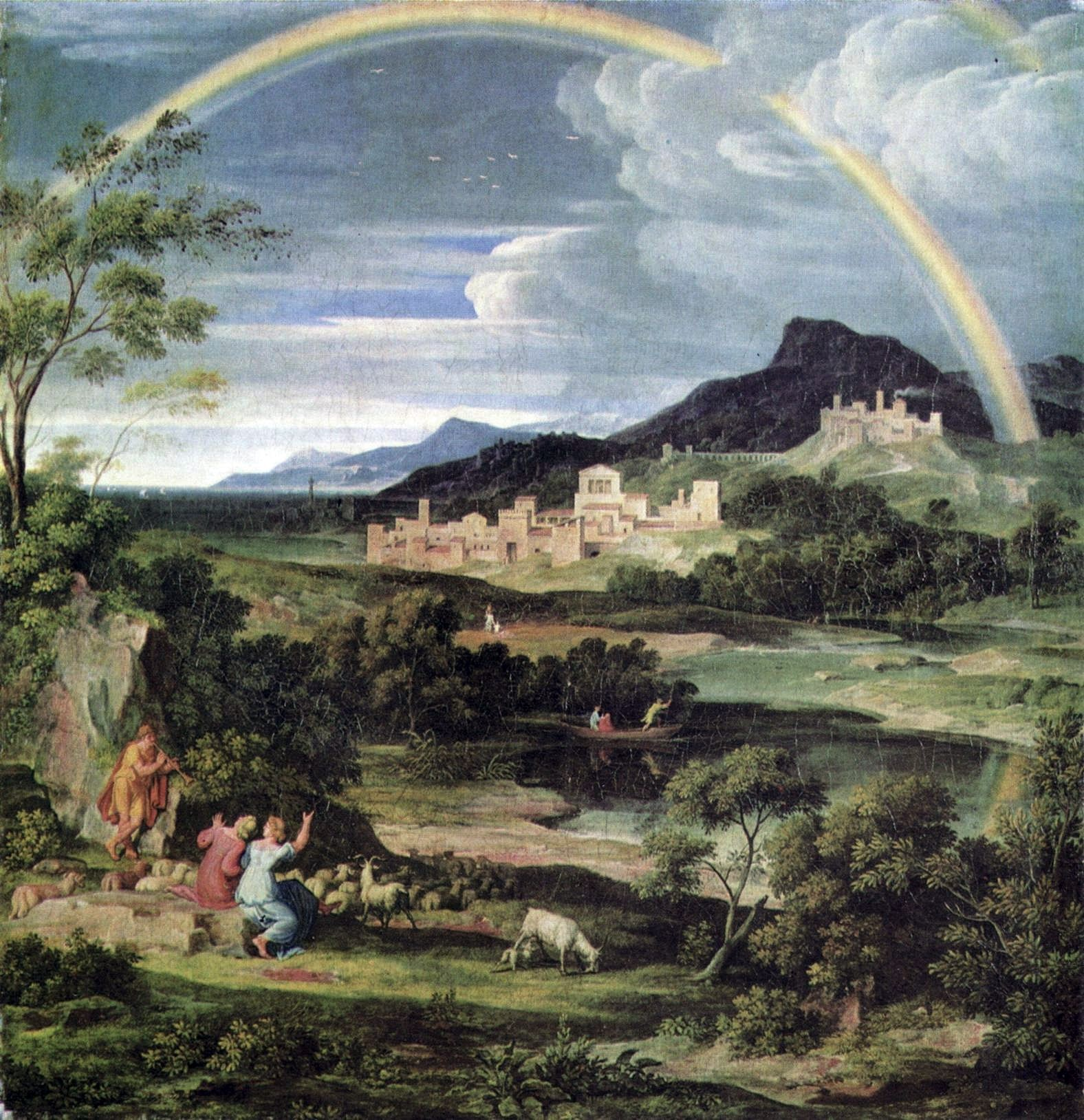
Joseph Anton Koch: Paisaje con arcoiris (1805).

Joseph Anton Koch (Obergiblen, Tirol, 27 de julio de 1768 - Roma, 12 de enero de 1839), fue un pintor austríaco del romanticismo. Se le considera creador del paisaje monumental alpino.

## Biografía
Hijo de campesinos, Joseph Anton Koch nació en Obergiebeln, pueblo del valle del Lech, escondido en las montañas del Tirol occidental, zona que dependía políticamentede de Austria pero perteneciente al obispado de Augsburgo. De niño, Joseph Anton ayudó a su padre en la explotación familiar, encargándose en particular del ganado. Allí aprendió de la naturaleza, que le gustó e inspiró su producción artística. Su madre, Anna Elisabetta Burdi, era originaria de Coblenza. De sus diez hermanos y hermanas, solo dos hermanas sobrevivieron a la infancia.
Algunos expertos de paso por la zona descubrieron pronto las habilidades del joven pastor. Dibujaba por todas partes, donde podía: sobre rocas, con el carbón de madera de los fuegos de pastor, o raspando la corteza de los árboles. Llamó la atención del obispo de Augsburgo, que había ido al pueblo para una confirmación, lo que le permitió proseguir su formación en Suabia a partir de los quince años de edad. Estuvo primero como seminarista a Dillingen, después en un taller de escultor en Augsburgo, y, finalmente, pasó seis años en la Hochschule de Stuttgart.
En esta época, estalló la Revolución francesa e inspiró a numerosos espíritus por toda Europa, entre ellos a Joseph Anton Koch. Este último transformó su frustración respecto a los métodos anticuados de la Hochschule en calor político. Al igual que Schiller, Koch huyó de la escuela (1791), cortó la trenza que estaba obligado a llevar por la normativa de antiguo régimen, y la envió en burla a uno de sus antiguos profesores de la academia. Se unió a círculos jacobinos, en primer lugar en Estrasburgo, luego en Basilea. Pero su vocación no era la política. Durante cerca de tres años, vaga sin rumbo fijo por Alpes suizos, descubriento su interés por los paisajes montañosos; dibujó cientos de paisajes, apuntes y estudios, que debía utilizar más tarde en Roma como modelos para sus pinturas al óleo.
Hacia finales del año 1794 encontró su vocación. El mecenas George Nott le otorgó una beca, cruzó a pie los Alpes para viajar a Italia. Se entusiasmó inmediatamente para las obras maestras de la pintura italiana en Bolonia, Florencia, Nápoles y Salerno. A principios de 1795, llega en Roma, su nuevo hogar y la meca de la época para los artistas alemanes. Se integró al círculo artístico de los llamados Deutsch-Römer. Se hizo amigo de Asmus Jacob Carstens, de que aprendió a controlar la representación de la forma humana. Demostró su arte, en particular, ilustrando la Divina Comedia de Dante, y más tarde en otras representaciones bíblicas y mitológicas. Fue amigo del escultor danés Bertel Thorvaldsen, con quien compartía alojamiento en la Via Sistina. Pronto se volvió parroquiano asiduo del Café Greco, en la Via Condotti, cita de los artistas por excelencia, y dónde aún hoy un retrato recuerda su presencia.
A partir de 1803, Koch comenzó a recorres los alrededores pintorescos de la campiña romana, hasta la aldea de Olevano Romano, de la que hizo durante más de treinta años su residencia estival y su fuente de inspiración artística. Las bellezas de esta región, sobre todo del famoso bosque de robles de Serpentara, lo cautivaba. Frecuentemente lo acompañaba durante estas primeras incursiones en los paisajes romanos Joachim Christian Reinhart, un pintor alemán mayor que él. Más tarde lo seguirían por esos mismos lugares pintores más jóvenes, en su mayor parte austríacos, como Friedrich Oliver y Franz Horny. Es en Olevano donde Koch se casó, en 1806, con la hija de un viticultor local, Cassandra Ranaldi. Tuvieron tres hijos, entre ellos el famoso arquitecto romano del finales del siglo XIX, Gaetano Koch. Hacia 1810, Josef Anton Koch se encontró cada vez más en contacto con un nuevo grupo de artistas alemanes, los nazarenos. Estos jóvenes pintores, en su mayoría recién llegados a Roma, tomaron a Koch como mentor. Así dio la primera orientación y la inspiración artística a artistas como Johann Friedrich Overbeck, Franz Pforr, Peter von Cornelius, Wilhelm von Schadow, Philipp Veit, Julius Schnorr von Carolsfeld y Joseph von Führich.
En 1812, Josef Anton Koch, su mujer Cassandra y su primer hijo, Elena, dejaron Roma y vivieron tres años en Viena. Como escribió, tenía dificultades a aceptar la ocupación de Roma y la deposición del Papa por los franceses. No era partidario ni del papa ni de los Habsburgo, pero estaba convencido de que la libertad estaba mejor garantizada por la autoridad papal que por la burocracia ideológica de la Europa napoleónica. Pero no encontró la felicidad en Viena. No podía acostumbrarse al clima, encontraba el medio limitado y poco comprensivo. Buscaba consuelo en su trabajo. De hecho, es en Viena donde produjo algunos de sus más bellos paisajes italianos.
Koch regresó en 1815 a Roma donde pudo en adelante a consagrarse a su trabajo, su familia y sus amigos. Pasó allí y en Olevano Romano los últimos veinticuatro años de su vida. El príncipe de Baviera y futuro rey Luis I, que viajaba frecuentemente a Roma, lo sostuvo y compró sus cuadros. Luis I construyó sobre la famosa colina del Pincio la Villa Malta, que puso a disposición de los artistas alemanes como lugar de encuentro y como taller. La relación de Koch con el rey era, a un tiempo, amistosa y difícil, pues odiaba profundamente las maneras mundanas y la severa etiqueta.
Por razones de salud, Koch marchó en 1819 a Umbría donde visitó Piediluco, Narni, Terni, Spoleto, Asís y Perugia.
A los cincuenta y siete años de edad, Koch se volvió en 1825 hacia una nueva técnica: el fresco. Su reputación como ilustrador de Dante era tan grande que el marqués Massimo, un aristócrata romano, le encargó terminar las decoraciones que Philipp Veit había iniciado en el casino de su Villa Massimi, situado en el barrio romano de Letrán. Hizo los frescos del Infierno y el Purgatorio. De esta obra, decía el mismo Koch: «Dejé en Roma un monumento de mi imaginación». Estos frescos han sido recientemente restaurados por completo y se encuentran abiertos a la visita.
Koch no dejó de trabajar, hasta su muerte. Sus colegas apreciaron mucho su arte innovador, tan desprovisto de medios como él. Solo unos meses antes de su muerte tuvo la satisfacción de recibir una generosa pensión anual del emperador de Austria Fernando I. Murió en Roma el 12 de enero de 1839, en su última residencia situada en el Palazzo Galoppi en el barrio de Quattro Fontane, y fue enterrado en el Cementerio Teutónico de la Ciudad del Vaticano, a la sombra de la cúpula de San Pedro.

## Estilo
Su arte se expresó, en primer lugar, a través del dibujo y la pintura. Sus dibujos son numerosos. Están constituidos tanto por obras autónomas como de esbozos. Los primeros prueban su interés por las escenas bíblicas y la mitología, así como su pasión por la Divina Comedia. Estilísticamente, estas obras están relacionadas con la tradición neoclásica de su profesor y amigo Asmus Jakob Carstens. Reflejan sus conocimientos profundos de la obra de Miguel Ángel, en particular en su interpretación artística del cuerpo humano y la pintura de desnudo. La curiosidad por el entorno está documentada por sus cuadernos de apuntes, y sus numerosos detalles de la naturaleza, el mundo animal y las personas a quienes trataba, en particular en Olevano Romano. Excepto en estos cuadernos, y los retratos al óleo de su esposa Cassandra y de su padre, Koch no practicó el retrato.
Dominaba igualmente la técnica del grabado sobre cobre e ideó las «Vistas de Roma», un importante testimonio del paisaje urbano de entonces. Los frescos de la sala del Casino Massimo en Letrán muestran un talento adicional de este artista polifacético. Solo encontró sin embargo su plena realización a partir de 1807 con sus pinturas al óleo.
Los esbozos de estas obras eran composiciones meticulosas en cuadrícula del tema elegido. Algunos de los dibujos más importantes de paisajes alpinos, más tarde utilizados para la realización de pinturas al óleo, no fueron en su origen concebidos con este fin. Procedían en su mayoría de las excursiones de su juventud a través de Suiza. Estudió el paisaje clásico, pero ejecuta paisajes exaltados en los que, en ocasiones, introduce figuras humanas de inspiración literaria. Inspirado por la suave belleza del Lacio (los montes Albanos, Olevano), desarrolló lo que él mismo definió como paisajes heroicos: de contenido romántico en un formato neoclásico propio de un Poussin, búsqueda de la armonía entre el hombre y la naturaleza, nostalgia de la mística del tiempo pasado, resplandeciente claridad mediterránea. Relaciona los conflictos dramáticos con la naturaleza. Presenta diversos aspectos de la naturaleza: bosques, colinas, llanuras, precipicios, riachuelos y ríos.
Sus obras más significativas se encuentran en la actualidad en las más importantes pinacotecas de Europa central. Entre ellas, el Kunstmuseum de Basilea, la Gemäldegalerie de Berlín, la Pinacoteca de Dresde, el Ferdinandeum de Innsbruck, el museo Thorvaldsen en Copenhague, la Staatsgalerie de Stuttgart. Gracias a la relación entre el rey Luis I y Koch, la Neue Pinakothek de Múnich ofrece una colección especialmente rica.

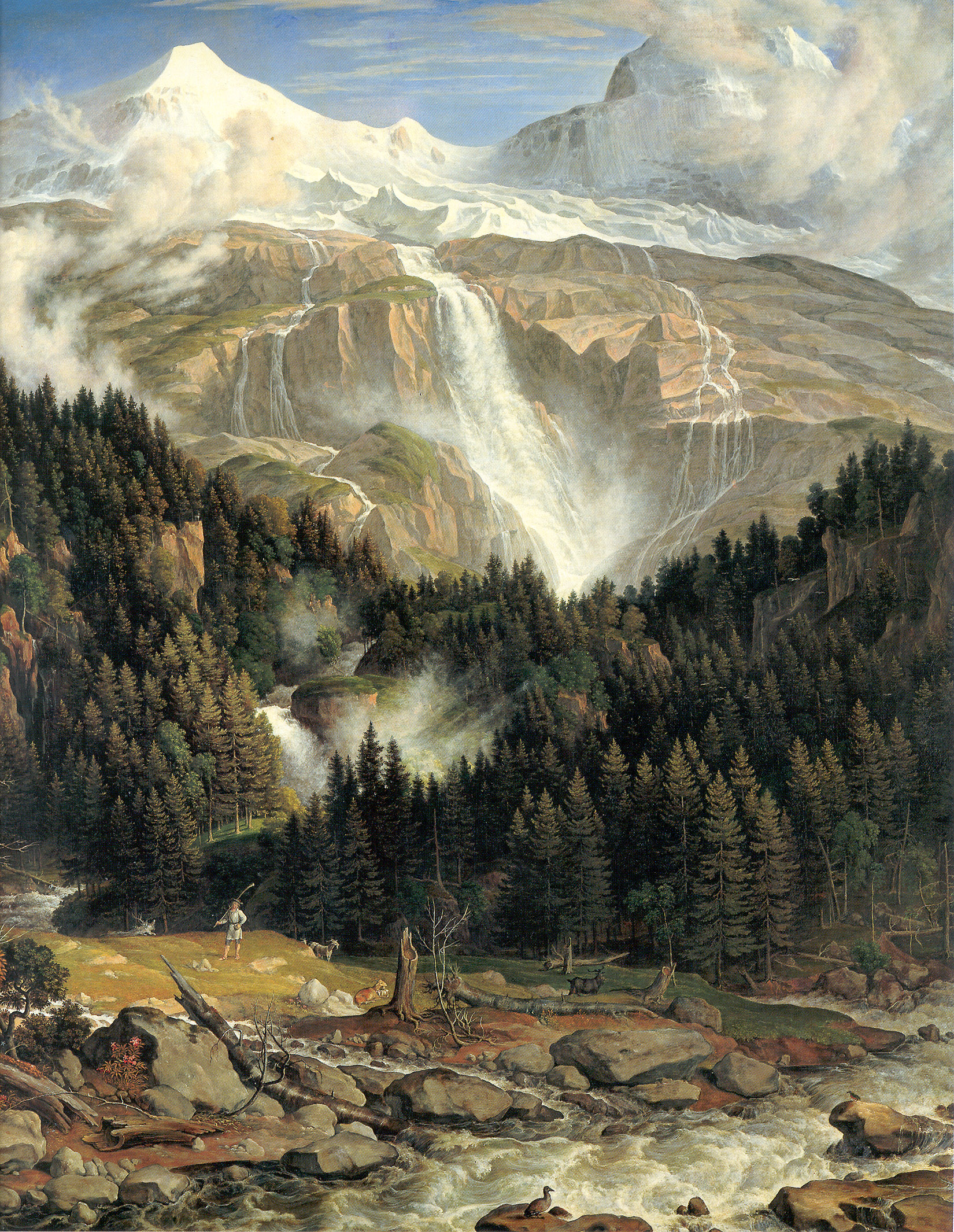
Cascada de Schmadribach, 1821-1822, óleo sobre lienzo, Neue Pinakothek, Múnich.

## Obras
- Wasserfall (Kunsthalle de Hamburgo), 1796, óleo sobre lienzo, 100 x 75 cm
- Landschaft mit dem Dankopfer Noahs (Instituto Städel, Fráncfort del Meno), um 1803, óleo sobre lienzo, 86 x 116 cm
- Landschaft mit Ruth und Boas (Museo Thorvaldsen, Copenhague), 1803/04, óleo sobre lienzo, 87,6 x 116,5 cm
- Heroische Landschaft mit Regenbogen, 1804/1815, Neue Pinakothek, Múnich
- Die Ruinen der Kaiserpaläste in Rom (Museo Kurpfälzisches, Heidelberg), 1804, óleo sobre lienzo, 56 x 81 cm
- Heroische Landschaft mit dem Regenbogen (Kunsthalle de Karlsruhe), 1805, óleo sobre lienzo, 118 x 114 cm
- Das Kloster San Francesco im Sabinergebirge in Rom (San Petersburgo), 1812, óleo sobre tabla, 34 x 46 cm
- Wasserfälle bei Subiaco (Nationalgalerie, Berlín), 1813, óleo sobre lienzo, 58 x 68 cm
- Tiberlandschaft bei Aqua Acertosa (Colección particular), 1814, óleo sobre tabla, 47 x 58,5 cm
- Das Berner Oberland (Österreichische Galerie, Viena), 1815, óleo sobre lienzo
- Landschaft mit dem heiligen Martin (Gemäldegalerie de Dresde), 1815, óleo sobre tabla, 54,5 x 47,5 cm
- Landschaft mit den Kundschaftern aus dem Gelobten Lande (Museo Wallraff-Richartz, Colonia), 1816, óleo sobre lienzo, 73,5 x 99 cm
- Das Haslital bei Meiringen (Landesmuseum Ferdinandeum, Innsbruck), 1817, óleo sobre lienzo, 101 x 134 cm
- Freskenzyklus im Casa Massimo in Rom, 1817-27
- Der Landsturm im Jahre 1809 (Landesmuseum Ferdinandeum, Innsbruck), um 1820, óleo sobre tabla, 56 x 74 cm
- Der Schmadribachfall (Neue Pinakothek, Múnich), 1821/22
- Blick auf Olevano mit Hirten und Selbstbildnis (Museo Thorvaldsen, Copenhague), 1823, óleo sobre tabla, 35,3 x 47,7 cm
- Landschaft zwischen Civitella und Olevano (Castillo de Friedensberg, Hillerod), 1823/24
- Die Serpentara bei Olevano (Colección particular), 1823/24
- Das Wetterhorn von der Rosenlaui aus (Museo Oskar Reinhart, Winterthur), 1824, óleo sobre lienzo, 94 x 83 cm
- El inicio del poema: Dante y Virgilio (Casino Massimo, Delegazione Terra Santa, Roma), 1827-1829, fresco.[1]
- Landschaft nach einem Gewitter (Staatsgalerie de Stuttgart), h. 1830, óleo sobre lienzo, 76 x 103 cm
- Landschaft mit Bileam (Germanisches Nationalmuseum, Núremberg), um 1832/36, óleo sobre lienzo, 77 x 112 cm
- Landschaft mit Macbeth und den Hexen (Landesmuseum Ferdinandeum, Innsbruck), 1835, óleo sobre lienzo, 81 x 122 cm